# Крісті-стріт (Мангеттен)
Крісті-стріт (англ. Chrystie Street) — вулиця на Нижньому Іст-Сайді Мангеттена та Чайна-тауні, що проходить як продовження Другої авеню від Х'юстон-стріт на сім кварталів на південь до Канал-стріт. Зі сходу повністю обмежена парком Сари Делано Рузвельт, для створення якого раніше забудована східна сторона Крісті-стріт (парні номери) була зруйнована, усунувши серед інших споруд три невеликі синагоги. Спочатку вона називалася Перша вулиця, але була перейменована на честь полковника Джона Крісті, ветерана війни 1812 року та члена Філолексіанського товариства Колумбійського університету, і нова Перша вулиця була закладена над Х’юстон-стріт.

## В масовій культурі
У серії коміксів про Людина-павук квартира Пітера Паркера була на Крісті-стріт, 187.
У коміксах DC Doorway to Nightmare мадам Ксанаду (Володарка Озера) жила на Крісті-стріт. Іноді було неправильно написане просто як «Крісті», і по-різному описувалося як місце в Грінвіч-Віллидж або Іст-Віллідж.